# Comté de Toodyay
Le Comté de Toodyay est une zone d'administration locale au sud-est de l'Australie-Occidentale en Australie. Le comté est situé à la périphérie nord-est de l'agglomération  de Perth, la capitale de l'État. C'est l'un des comtés les moins peuplés de l'État.
Le centre administratif du comté est la ville de Toodyay.
Le comté est divisé en un certain nombre de localités :
- Toodyay
- Bailup
- Bejoording
- Culham
- Dewars Pool
- Dumbarton
- Julimar
- Morangup
- West Toodyay

Le comté compte 9 conseillers locaux et est divisé en 4 circonscriptions.